# Willer Ditta
Willer Emilio Ditta Pérez (La Jagua de Ibirico, Cesar; 23 de enero de 1997) es un futbolista colombiano que juega como defensor en el Cruz Azul de la Primera División de México.

## Trayectoria

### Barranquilla F. C.
Sus inicios en el fútbol fueron en el Barranquilla F. C., siendo gran promesa de la cantera tiburona, siendo parte de la nómina en la temporada 2017 y 2018, año en el que tuvo su debut como profesional.

### Junior
Fue ascendido a la nómina profesional de Junior, con la que ha obtenido 2 títulos de liga, un subtítulo de Copa Sudamericana y una Superliga.

### Newell’s Old Boys
El 17 de enero de 2022 se confirma su cesión en calidad de préstamo por un año al Newell's Old Boys de Argentina.
 El día 27 de noviembre del mismo año, el club Newell's Old Boys confirmó mediante sus redes sociales que hizo uso de la opción de compra y adquirió su pase. Además firmó contrato por tres años. 

### Cruz Azul
En enero de 2024 es presentado como refuerzo del Cruz Azul de la Liga MX.  En junio del 2025 conquista la séptima Concacaf Champions Cup del club cementero, después de golear 5-0 al Vancouver Whitecaps, en el Estadio Olímpico Universitario. 

## Selección nacional

### Categoría inferiores

#### Colombia sub-23
En agosto de 2019 el director técnico de la selección sub-23 Arturo Reyes incluyó al jugador Willer Ditta a los 20 convocados para los partidos amistosos de preparación frente a las selecciones sub-23 de Brasil y Argentina para el torneo preolímpico a disputarse en Colombia en el año 2020.

#### Participaciones en Torneos Juveniles
| Torneo                                  | Sede     | Resultado    | PJ | GA | Asis |
| --------------------------------------- | -------- | ------------ | -- | -- | ---- |
| Preolímpico Sudamericano Sub-23 de 2020 | Colombia | Cuarto lugar | 6  | 0  | 0    |

## Estadísticas

### Clubes
Actualizado al último partido jugado el 16 de agosto de 2025.
| Club                                                                                 | Div.          | Temporada     | Liga  | Liga  | Copas nacionales(1) | Copas nacionales(1) | Torneos internacionales | Torneos internacionales | Total | Total |
| Club                                                                                 | Div.          | Temporada     | Part. | Goles | Part.               | Goles               | Part.                   | Goles                   | Part. | Goles |
| ------------------------------------------------------------------------------------ | ------------- | ------------- | ----- | ----- | ------------------- | ------------------- | ----------------------- | ----------------------- | ----- | ----- |
| Barranquilla F. C. · Colombia                                                        | 2.ª           | 2017          | 28    | 0     | 5                   | 0                   | —                       | —                       | 33    | 0     |
| Barranquilla F. C. · Colombia                                                        | 2.ª           | 2018          | 15    | 1     | 4                   | 0                   | —                       | —                       | 19    | 1     |
| Barranquilla F. C. · Colombia                                                        | Total club    | Total club    | 43    | 1     | 9                   | 0                   | —                       | —                       | 52    | 1     |
| Junior · Colombia                                                                    | 1.ª           | 2018          | 9     | 0     | 3                   | 0                   | 3                       | 0                       | 15    | 0     |
| Junior · Colombia                                                                    | 1.ª           | 2019          | 35    | 0     | 1                   | 0                   | 5                       | 0                       | 41    | 0     |
| Junior · Colombia                                                                    | 1.ª           | 2020          | 11    | 0     | 3                   | 0                   | 2                       | 0                       | 16    | 0     |
| Junior · Colombia                                                                    | 1.ª           | 2021          | 31    | 1     | 1                   | 0                   | 10                      | 1                       | 42    | 2     |
| Junior · Colombia                                                                    | Total club    | Total club    | 86    | 1     | 8                   | 0                   | 20                      | 1                       | 114   | 2     |
| Newell's Old Boys Argentina                                                          | 1.ª           | 2022          | 22    | 3     | 17                  | 0                   | —                       | —                       | 39    | 3     |
| Newell's Old Boys Argentina                                                          | 1.ª           | 2023          | 17    | 0     | 1                   | 0                   | 4                       | 0                       | 22    | 0     |
| Newell's Old Boys Argentina                                                          | Total club    | Total club    | 39    | 3     | 18                  | 0                   | 4                       | 0                       | 61    | 3     |
| C. F. Cruz Azul · México                                                             | 1.ª           | 2023-24       | 33    | 2     | —                   | —                   | 2                       | 0                       | 35    | 2     |
| C. F. Cruz Azul · México                                                             | 1.ª           | 2024-25       | 40    | 0     | —                   | —                   | 12                      | 1                       | 52    | 1     |
| C. F. Cruz Azul · México                                                             | 1.ª           | 2025-26       | 5     | 0     | —                   | —                   | 3                       | 1                       | 8     | 1     |
| C. F. Cruz Azul · México                                                             | Total club    | Total club    | 78    | 2     | 0                   | 0                   | 17                      | 2                       | 95    | 4     |
| Total carrera                                                                        | Total carrera | Total carrera | 246   | 7     | 35                  | 0                   | 41                      | 3                       | 322   | 10    |
| (1) Incluye datos de la Copa Colombia, Copa Argentina y Copa de la Liga Profesional. |               |               |       |       |                     |                     |                         |                         |       |       |

### Selección
Actualizado al último partido disputado el 10 de octubre de 2024.
| Selección           | Año   | Amistosos | Amistosos | Mundial | Mundial | Sudamérica | Sudamérica | Total | Total |
| Selección           | Año   | Part.     | Goles     | Part.   | Goles   | Part.      | Goles      | Part. | Goles |
| ------------------- | ----- | --------- | --------- | ------- | ------- | ---------- | ---------- | ----- | ----- |
| Sub-23 · Colombia   | 2019  | 1         | 0         | —       | —       | —          | —          | 1     | 0     |
| Sub-23 · Colombia   | 2020  | —         | —         | —       | —       | 6          | 0          | 6     | 0     |
| Sub-23 · Colombia   | Total | 1         | 0         | —       | —       | 6          | 0          | 7     | 0     |
| Absoluta · Colombia | 2023  | —         | —         | —       | —       | 1          | 0          | 1     | 0     |
| Absoluta · Colombia | 2024  | —         | —         | —       | —       | 1          | 0          | 1     | 0     |
| Absoluta · Colombia | Total | 0         | 0         | —       | —       | 2          | 0          | 2     | 0     |
| Total               | Total | 1         | 0         | 0       | 0       | 8          | 0          | 9     | 0     |

## Palmarés

### Campeonatos nacionales
| Título                | Equipo | País     | Año  |
| --------------------- | ------ | -------- | ---- |
| Torneo Finalización   | Junior | Colombia | 2018 |
| Superliga de Colombia | Junior | Colombia | 2019 |
| Torneo Apertura       | Junior | Colombia | 2019 |
| Superliga de Colombia | Junior | Colombia | 2020 |

### Títulos internacionales
| Título                           | Equipo    | Sede   | Año  |
| -------------------------------- | --------- | ------ | ---- |
| Liga de Campeones de la Concacaf | Cruz Azul | México | 2025 |

### Distinciones individuales
| Distinción                                                  | Año     |
| ----------------------------------------------------------- | ------- |
| Balón de Oro al Mejor Defensa Central del año de la Liga MX | 2024-25 |